# Corps Rhenania Tübingen
Das Corps Rhenania Tübingen ist eine Studentenverbindung im Kösener Senioren-Convents-Verband (KSCV), die aus Studenten und Alumni der Eberhard-Karls-Universität besteht.

## Couleur und Wahlspruch

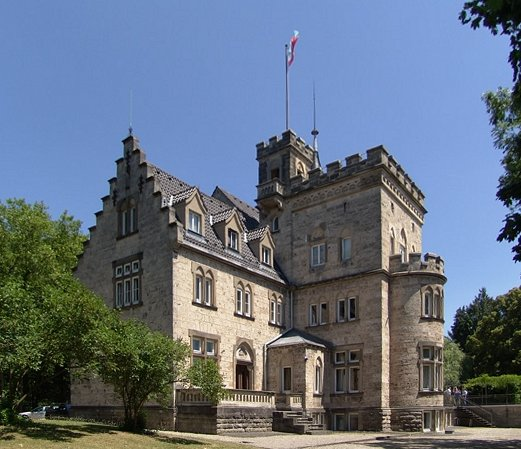
Corpshaus

Die Tübinger (Tübser) Rhenanen tragen ein hellblau-weiß-rotes Band mit silberner Perkussion. Dazu wird eine hellblaue Studentenmütze getragen. Das Fuchsenband ist blau-rot mit silberner Perkussion. Das Blau der Rhenania Tübingen ist in den Bändern hell, im Tuch von Mütze und Kneipjacke etwas dunkler.
Die Wahlsprüche lauten Omnes pro uno et unus pro omnibus! (deutsch „Alle für einen und einer für alle“) und Concordia firmat fortes! („Einigkeit stärkt die Kräfte“). Das Corps steht von jeher zu Couleur und Mensur.
Von der Aufklärung beeinflusst und durch den Deutschen Idealismus weiterentwickelt, sind in der ersten Constitution die Ziele des Corps verankert:

„Nach unseren Grundsätzen muß es Pflicht sein für jeden Bundesbruder, sich mehr auszubilden in sittlicher und wissenschaftlicher Hinsicht, durch ein charaktervolles Betragen sich würdig zeigen der Verbindung und überhaupt für sie zu thuen und zu unternehmen, was nach Innen und nach Außen für ihre Festigkeit und für ihren Fortbestand zu leisten möglich ist, und den Glanz und die Bedeutung der Verbindung nach seinen Kräften zu heben. Gegenseitige Achtung und Liebe, Zuvorkommenheit gegen Nichtmitglieder werden das Zutrauen der Mitglieder unter sich und anderer zur Verbindung vermehren.“

„Wappen und Farben weisen das Corps Rhenania als württembergisch-schwäbisches Corps aus; in der Constitution lebt das geistige Gedankengut der 1826 aufgelösten Tübinger schwäbisch-allemanischen Corps (Landsmannschaften) aus der Frühzeit des Tübinger SC von 1808 fort. Das Corps Rhenania ist das schwäbische Landescorps auf der Universität Tübingen.“

## Geschichte

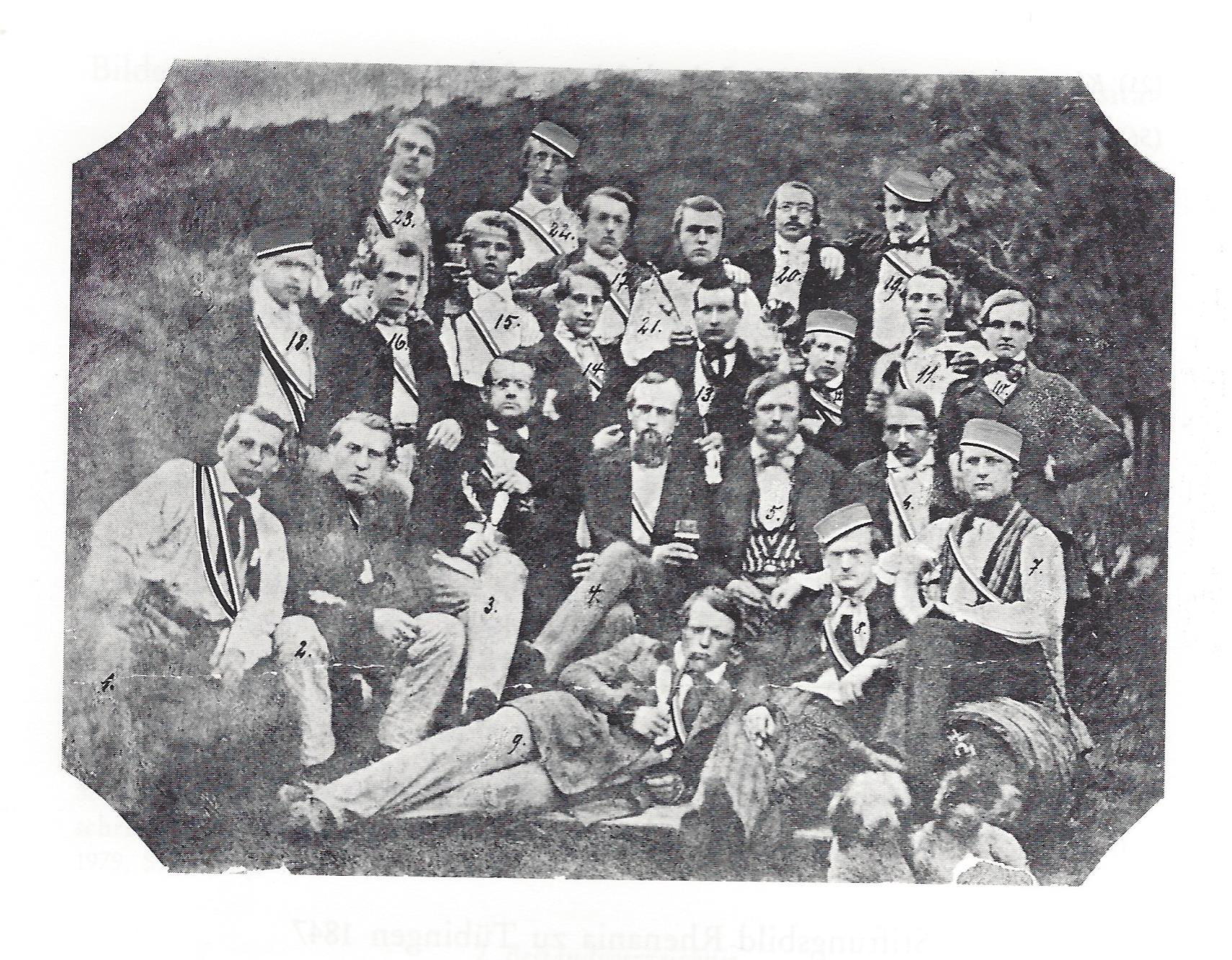
Rhenanias Stifter (1847)

Das Corps Rhenania wurde noch in der Zeit der Demagogenverfolgung mit Verbot der studentischen Verbindungen am 7. Juli 1827 in der altehrwürdigen, von Wilhelm Hauff und Theodor Griesinger besungenen Kneipe „Haagei“ gegenüber der Stiftskirche (Tübingen) insgeheim gestiftet. Stifter waren der frühere Allemanne Friedrich Widmann mit fünf anderen Tübinger Studenten, darunter einem weiteren früheren Alemannen und einem früheren Freiburger Rhenanen. Die erste Constitution ist in einer Fassung des Jahres 1834 überliefert. Deren Ziele entsprechen denjenigen der Tübinger Muttercorps der Rhenania: der Allemannia I [1825–1827] (wörtlich von Widmann übernommen) und der Suevia II [1813–1826] (inhaltlich), die aus der Obersuevia, gestiftet am 17. März 1808 hervorging. Diese wiederum ging aus der Suevia I, gestiftet am 7. Januar 1807, hervor; sie nannte sich nach Stiftung der Obersuevia zur Unterscheidung Niedersuevia. Der Tübinger Rhenane Kaufmann stiftete am 1. Dezember 1829 die Suevia III zur Verstärkung des corpsstudentischen Einflusses; sie bestand bis zum 3. Juli 1830. Rhenania trägt auf einer Silhouette und auf einem Paukbild von 1839 noch rote Studentenmützen im Gegensatz zur 1831 durch Umwandlung der Commentburschenschaft gegründeten Suevia IV, die schwarze Mützen trägt. Der Tübinger SC schloss sich 1857 dem KSCV an.

### Zwischenkriegs- und NS-Zeit
Nachdem das Corps den Ersten Weltkrieg unter Verlust vieler Corpsbrüder (von 293 Militärangehörigen starben 60) überstanden hatte, reagierten die Mitglieder auf die Gleichschaltungsversuche ab 1933/34 mit der vorübergehenden Suspension des aktiven Betriebs am 10. Oktober 1935. Das Corps musste sich in der NS-Zeit lediglich äußerlich von zwei Corpsbrüdern von 1934 bis 1936 trennen.
Das aktive Corps lebte vom Wintersemester 1937 bis zum WS 1944/45 in der von Franconia gegründeten, später auch auf die früheren Corps Suevia und Rhenania ausgedehnten SC-Kameradschaft Theodor Körner auf dem Frankenhaus fort. Die Altherrenschaft bestand aus 280 Franken, 299 Rhenanen und 220 Schwaben und hatte zuletzt insgesamt 97 aktive Kameradschafts-Mitglieder. Ein Band in den Farben grün-blau-rot ist erhalten. Als die Tübinger NSDAP im Mai 1939 die Übernahme des Rhenanenhauses als Gesellschaftshaus in Betracht zog, forcierte der Altherrenverein der Rhenania die Bildung einer eigenen Kameradschaft, die den Namen Friedrich Schiller erhielt und mit Schreiben vom 28. August 1939 förmlich genehmigt wurde. Der Kriegsausbruch verhinderte jedoch den Aufbau einer aktiven Kameradschaft, der zunächst bis Kriegsende zurückgestellt wurde. Am 31. März 1943 wurde die Altherrenschaft der Kameradschaft Friedrich Schiller auch von der Reichsstudentenführung anerkannt. Zur Bildung eines Aktivenbetriebs kam es nicht mehr.

### Nachkriegszeit

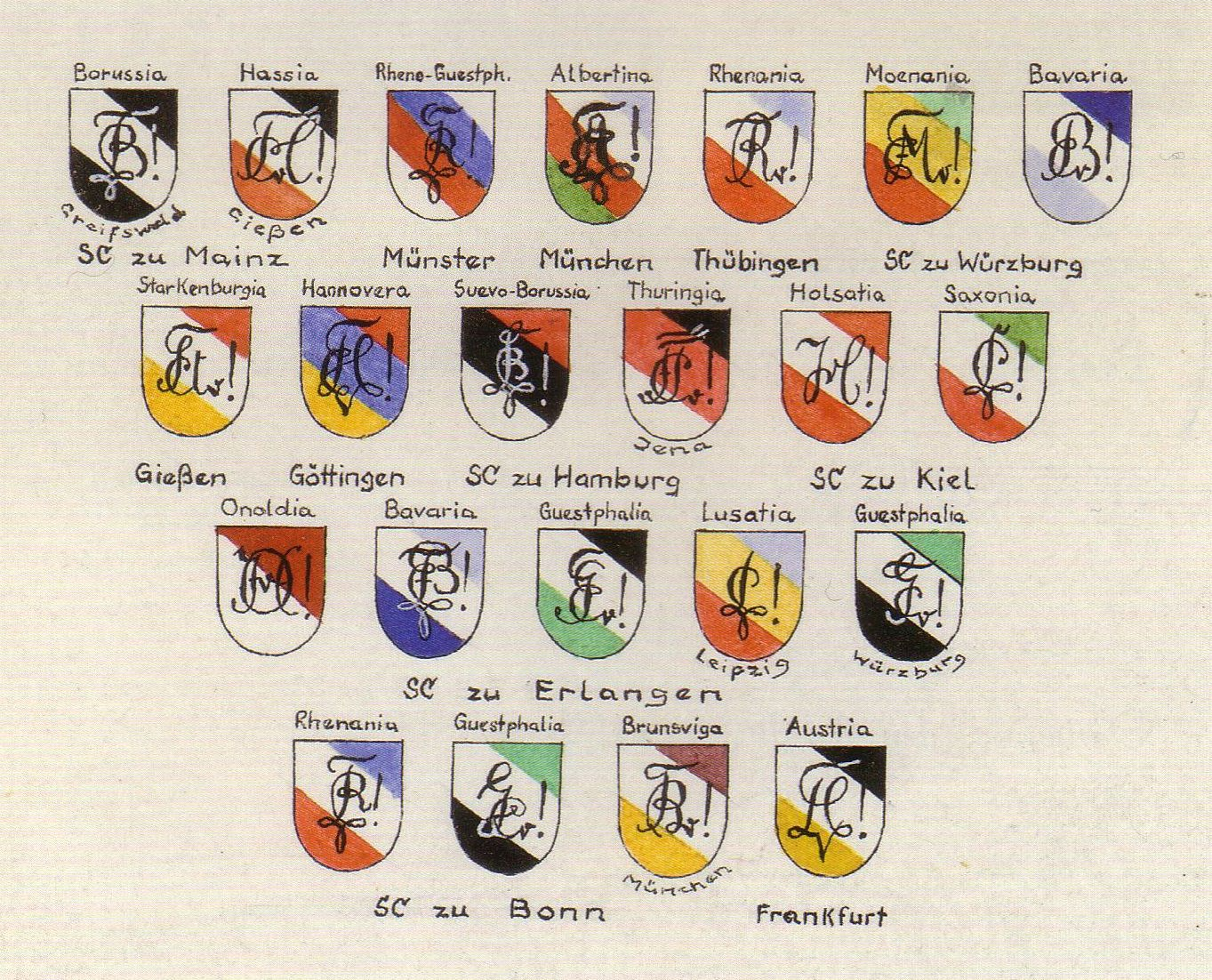
Interessengemeinschaft zur Wiederbegründung des KSCV

Am 3. Mai 1949 rekonstituierte Rhenania als erstes Tübinger Corps auf einer Wiese am Österberg. Das Corpshaus war von 1945 bis 1956 von der französischen Besatzungsmacht beschlagnahmt. Genutzt wurde es zunächst als Sitz des französischen Gouverneurs, des späteren Landeskommissars, ab Mitte/Ende 1952 als Maison de France und Gästehaus / Offizierkasino der französischen Garnison. Deshalb tagten die Corpsburschen in Tübinger Kneipen, ab dem Sommersemester 1953 in einer zweckbestimmt erbauten Baracke in der Stadt.
Im Januar 1950 gehörte Rhenania Tübingen zu den 22 Corps, die sich in der Interessengemeinschaft zusammenschlossen und die Rekonstitution des KSCV vorbereiteten. 1959 war Rhenania präsidierendes Vorortcorps.

## Corpshaus

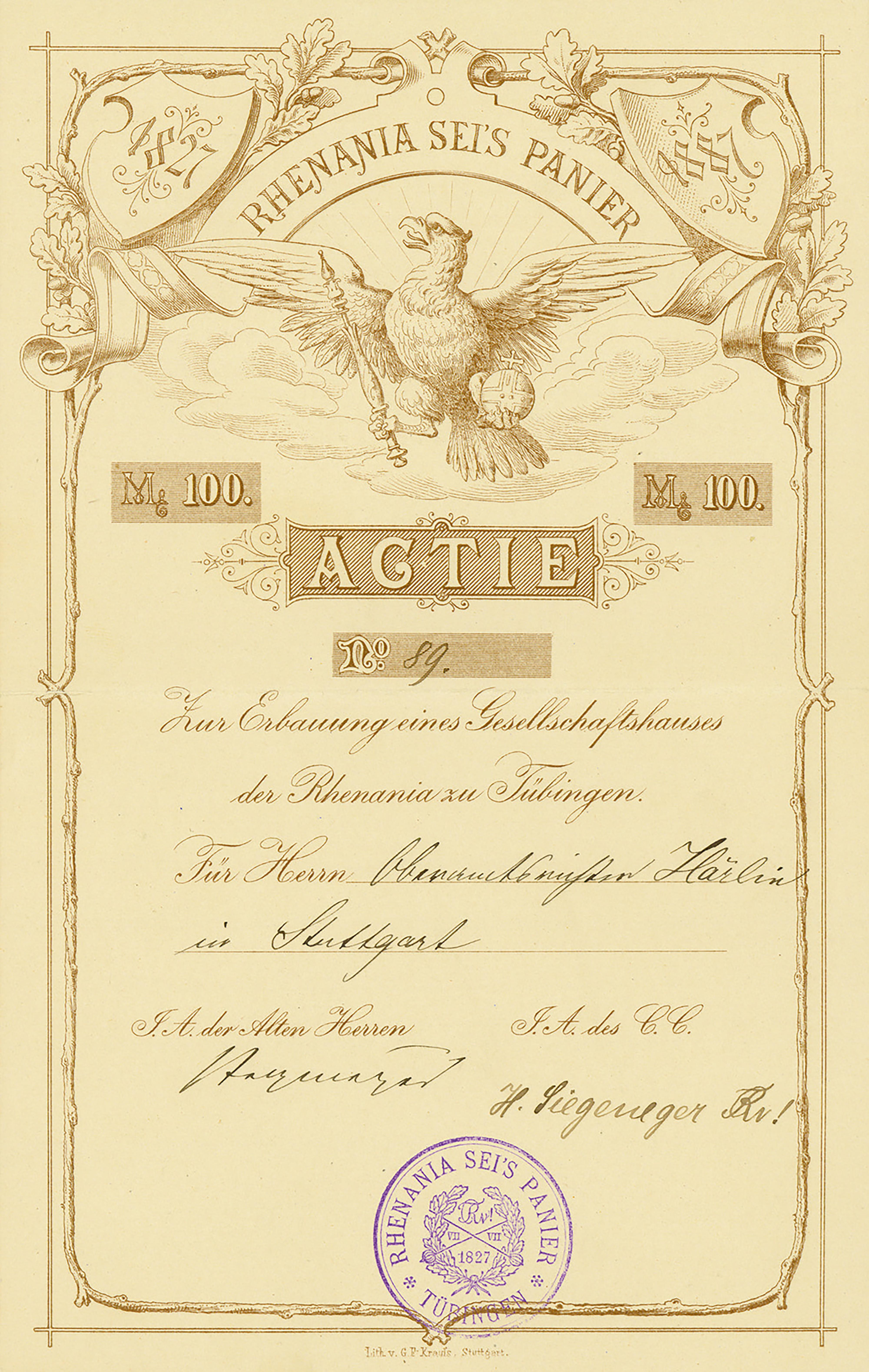
Aktie für den Bau eines Gesellschaftshauses der Rhenania von 1887, unterschrieben von Karl Hermann Siegeneger

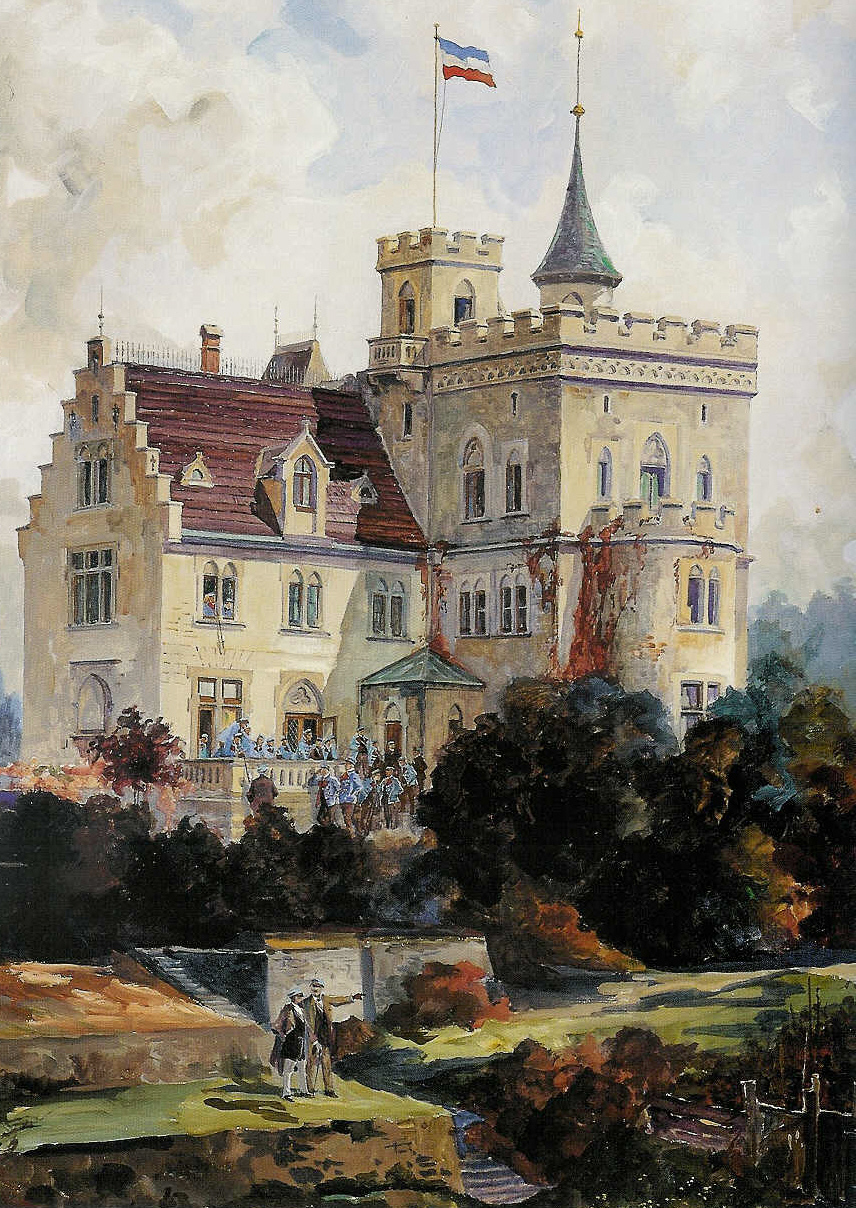
Rhenanenhaus (Emil Klein, 1892)

Das erste Korporationshaus, das in Deutschland architektonisch als solches erbaut wurde, war das 1886 fertiggestellte Haus des Corps Rhenania Tübingen. Planungen und Grundstückskauf erfolgten seit dem Wintersemester 1882/83 durch die Aktiven des Corps unter Führung des 1880 recipierten Karl Hermann Siegeneger, dessen Asche in der Westfront des Hauses beigesetzt ist. Bis dato waren Verbindungen und auch das Corps Rhenania in Gaststätten zusammengekommen und unterlagen damit dem Gutdünken der Wirte. Insofern stellt die räumliche Emanzipation ein Novum dar. Mit der Planung und Bauleitung des Hauses wurde der Stuttgarter Regierungsbaumeister Adolf Katz beauftragt. Das Rhenanenhaus liegt im Grünen über der Stadt Tübingen auf dem Österberg in der heutigen Stauffenbergstraße. Der erste Teil des Hauses wurde bereits 1886 für die Tübinger Rhenanen erbaut und erfuhr 1893 sowie 1912 Anbauten, die den steigenden Mitgliederzahlen Rechnung trugen. Diese letzten Bauabschnitte bestimmen das Gesicht des Corpshauses bis heute.

## Auswärtige Beziehungen
Auf Betreiben von Ernst von Richter kam Rhenania Tübingen 1880/81 in den blauen Kreis. Mit Rhenania Freiburg, Teutonia Marburg und Rheno-Guestphalia bildet sie das sogenannte eiserne Kartell. Es war früher als „Kohlekartell“ bekannt; denn viele Mitglieder der „Rhenania Dortmund“ kamen aus dem Ruhrgebiet und strebten in den Bergbau. In Tübingen studierten sie Mineralogie, Geologie, Physik und Chemie. Als Inaktive wechselten sie an die Bergakademien und Technischen Hochschulen, um Montanwissenschaften zu studieren. Bevorzugt wurde die Bergakademie Clausthal. Heute hat das Corps noch acht solche Alte Herren.
Kartelle
Corps Rhenania Freiburg
Corps Teutonia Marburg
Corps Rheno-Guestphalia
Corps Marchia Berlin
Corps Isaria München (erneut 2019)
Befreundete Corps
Corps Austria Frankfurt am Main
Corps Hannovera Göttingen

## Bekannte Mitglieder (Auswahl)

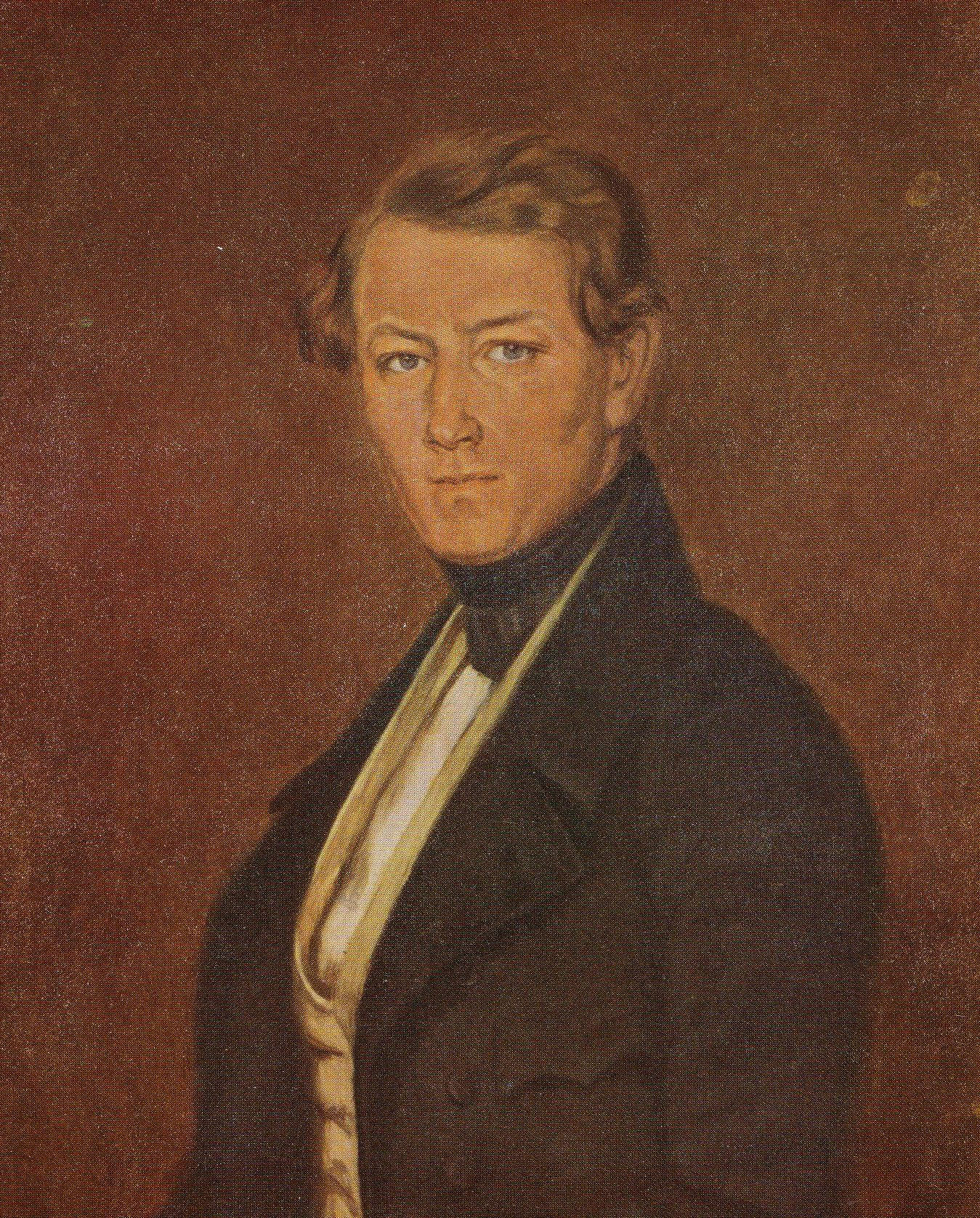
Friedrich A. N. Widmann

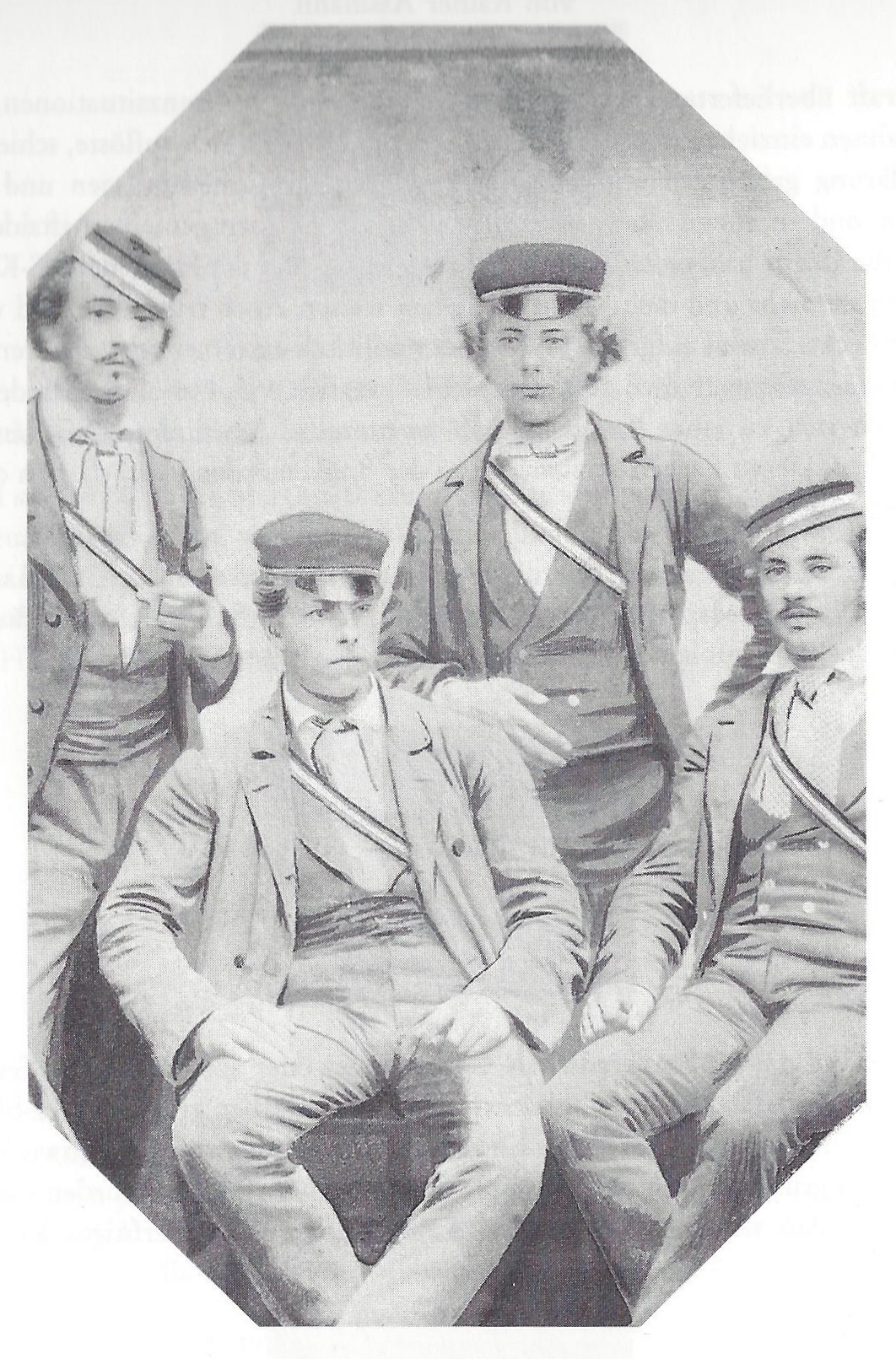
Vier Tübser Rhenanen aus Siebenbürgen (1860)

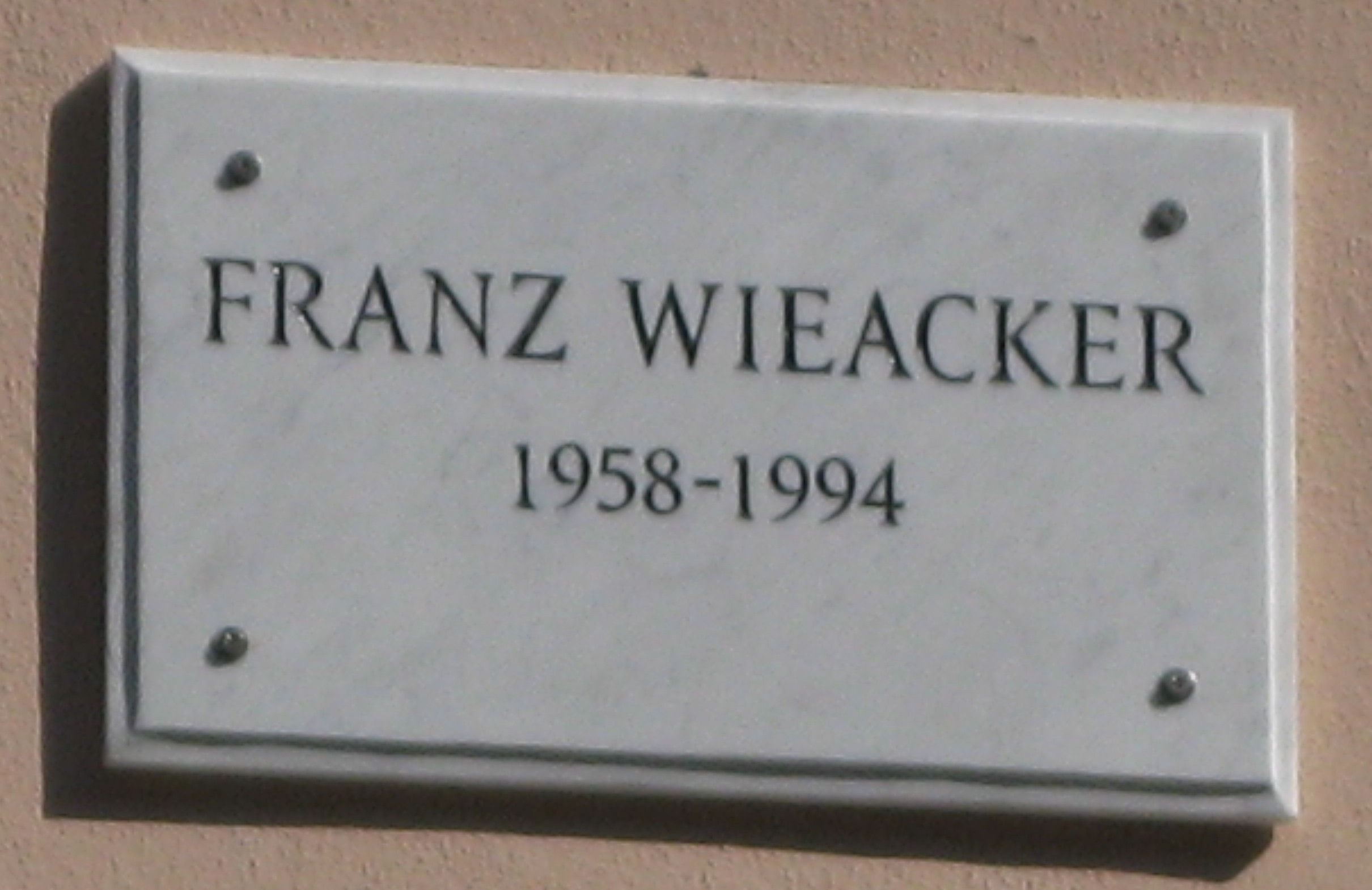
Göttinger Gedenktafel für Franz Wieacker am Michaelishaus

### Abgeordnete und Minister
- Uwe Biester (* 1948), Mitglied des Niedersächsischen Landtags (1998–2013)
- Hermann Etter (1870–1934), Arzt, Abgeordneter im württembergischen Landtag
- Gerhard Gaul (1909–1982), Kommunal- und Landespolitiker in Schleswig-Holstein, Stadtpräsident der Hansestadt Lübeck
- Peter Hinz (* 1958), Politiker
- Ludwig von Köhler (1868–1953), Innenminister von Württemberg
- Emil Niethammer (1869–1956), Landtagsabgeordneter
- Alexander Pagenstecher (1862–1928), Landwirtschaftspolitiker in Sachsen
- Ernst von Richter (1862–1935), DVP-Politiker in Preußen
- Oskar Freiherr von Soden (1831–1906), württembergischer Gesandter
- Gustav Stein (Politiker, 1903) (1903–1979), BDI-Hauptgeschäftsführer, MdB

### Unternehmer und Industrielle
- Werner Brand (1885–1957), Bergwerksdirektor
- Carl Deilmann (1894–1985), Industrieller
- Klaus Esser (* 1947), letzter Vorstandsvorsitzender der Mannesmann AG
- Georg von Falkenhayn (1890–1955), Vorstand der Norddeutschen Hefeindustrie AG
- Werner Haack (1895–1965), Vorstand der Gelsenkirchener Bergwerks-AG
- Adolf Hueck (1882–1955), Manager im Ruhrbergbau
- Jobst Kayser-Eichberg (1941–2023), Unternehmer
- Werner Plath (1902–1971), Vorstand der National AG
- Helmuth Poensgen (1887–1945), Vorstand der Vereinigten Stahlwerke
- Klaus Pohle (* 1937), ehem. Vorstand der Schering AG
- Erich Selbach (1905–1985), Vorstand der Girmes AG
- Otto Springorum (1890–1955), Vorstandsvorsitzender der Gelsenkirchener Bergwerks-AG
- Hermann Voith (1878–1942), Mitinhaber und Leiter der Voith AG
- Georg Wander (1841–1897), Chemiker, Gründer der Wander AG (Ovomaltine)
- Joachim Zahn (1914–2002), 1970–1979 Vorstandsvorsitzender der Daimler-Benz AG
- Johannes Zahn (1907–2000), Mitinhaber von C. G. Trinkaus
- Max E. Schmidt (1872–1945), Großkaufmann

### Kommunalbeamte
- Ludwig Friedrich von Böltz (1818–1908), württembergischer Oberamtmann
- Eduard Clavel (1810–1873), hohenzollernscher Oberamtmann
- Werner Drück (1909–1942), Landrat in Bergheim
- Bernhard Hoffmann (1871–1958), Landrat
- Werner Kalmus (1892–1971), Landrat
- Siegfried Körte (1879–1919), Oberbürgermeister von Königsberg i. Pr., MdHH
- Ernst Kreidel (1863–1916), Landrat in Konitz
- Arnold Kressmann (1879–1968), Landrat in Pommern, Richter am Oberverwaltungsgericht
- Gregor Münst (1841–1908), Oberamtmann in Backnang und Ludwigsburg
- Reinhard Pahlke (1866–1937), Landeshauptmann Schleswig-Holstein
- Paul Prieß (1879–1935), Oberbürgermeister von Bielefeld
- Paul Saalfeld (um 1869–1911), Kreisdirektor in Köthen
- Arthur Schicker (1893–1979), Landrat in Schwäbisch Hall
- Erich Schmidt (1882–1964), Oberbürgermeister von Göttingen
- Heinrich Schumann (1881–1951), Landrat in Insterburg
- Karl Hermann Siegeneger (1858–1932), Oberamtmann in Geislingen
- Wilhelm Stumpf (1875–1949), Stadtrat in Bochum
- Gustav von Supper (1846–1919), Oberamtmann in Maulbronn und Calw
- Friedrich Widmann (1805–1876), Domänendirektor

### Ingenieure, Mediziner und Naturwissenschaftler
- Dieter Behrenbeck (* 1936), Internist
- Friedrich Boemke (1906–1984), Pathologe
- Reinhard Dannheim (1936–2021), Ophtalmologe
- Heyo Johannes Friedrich Eckel (* 1935), Präsident der Ärztekammer Niedersachsen
- Ulf-Ingo Flügge (* 1948), Biochemiker und Botaniker
- Karl Hennig (1890–1973), deutscher Ingenieur und Hochschullehrer
- Gottwalt Christian Hirsch (1888–1972), Zellbiologe
- Franz von Hofmeister (1867–1926), Chirurg
- Augustin Krämer (1865–1941), Ethnologie, Südseeforscher, Begründer der Ethnologie an der Universität Tübingen
- Otto Lanz (1867–1929), Förster und Numismatiker
- Albert Lezius (1903–1953), Chirurg und Hochschullehrer
- Ernst Mutschler (* 1931), Pharmakologe
- Kurt Noack (1888–1963), Botaniker und Hochschullehrer
- Julius Rudolf Obermiller (1873–1930), technischer Chemiker
- Berthold Ostertag (1895–1975), Pathologe und Hochschullehrer
- Reza Parwaresch (1940–2005), Hämatopathologe
- Willy Pfeiffer (1879–1937), HNO-Arzt in Frankfurt a. M.
- Eberhard Ramm (1861–1935), Agrarwissenschaftler
- Max Reich (1862–1943), Chirurg und Sanitätsoffizier
- Franz Rost (1884–1935), Chirurg
- Valentin Salzmann (1821–1890), Mitbegründer des Schwäbischen Albvereins
- Henning Schneider (* 1939), Emeritus für Gynäkologie und Geburtshilfe in Bern
- Hugo Schottmüller (1867–1936), Bakteriologe
- Hans Joachim Schulten (1899–1965), Internist und Hochschullehrer
- Willi Gottfried Schultz (1900–1969), Gynäkologe und Hochschullehrer
- Albert Tafel (1876–1935), Geograph, Arzt und Forschungsreisender
- Emil Wepfer (1883–1930), Landesgeologe in Stuttgart

### Philologen, Theologen und Historiker
- Rainer Assmann (* 1935), Richter, Landes- und Studentenhistoriker
- Erich Bauer (1890–1970), Studentenhistoriker
- Paul Beck (1845–1915), Amtsrichter und Historiker (Heimatforscher)
- Volker H. W. Schüler (* 1939), Historiker, Heimatkundler, Publizist und Verleger
- Hans-Otto Mayer (1903–1983), Buchhändler, Thomas-Mann-Forscher und Sammler
- Maximilian Meisse (* 1969), Fotograf und Architekt
- Werner Schröder (1924–2019), Theologe

### Juristen
- Rainer Assmann (* 1935), Richter, Studentenhistoriker und Landeshistoriker
- Joachim Bergmann (1906–1974), Strafverteidiger im Wilhelmstraßen-Prozess
- Adolf Brehmer (1840–1904), Rechtsanwalt und Politiker
- Kurt Brunhoff (1900–1986), Generalkonsul in Sydney
- Karl Ebermaier (1862–1943), letzter Gouverneur von Kamerun
- Friedrich Ludwig von Geß (1828–1905), Richter am Reichsgericht
- Wolfgang Göttelmann (1935–2025), Botschafter im Libanon und auf den Philippinen
- Hans Günter Hauffe (1904–1985), Wirtschaftsanwalt und Schriftsteller
- Adolf von Hausch (1831–1900), Richter und Ministerialbeamter in Württemberg
- Friedrich-Wilhelm Holland (1903–1979), Oberlandesgerichtspräsident in Braunschweig, Präsident des Niedersächsischen Staatsgerichtshofes
- Christoph Kaempf (1913–2001), Mitgründer und Direktor des Deutsch-Japanischen Kulturinstituts in Kyoto (von 1956 bis 1978)
- Rainer Keßelring (1934–2013), Vizepräsident des Bundesnachrichtendienstes
- Max Kohlhaas (1909–1985), Bundesanwalt
- Wilhelm Kohlhaas (1899–1995), Offizier, Jurist und Autor
- Fritz Lademann (1886–1968), Richter am Reichsfinanzhof
- Fritz Lindenmaier (1881–1960), Vorsitzender des 1. Zivilsenats am Bundesgerichtshof
- Ernst de Maizière (1841–1898), Jurist
- Fritz Mooshake (1877–1969), Präsident der preußischen Bau- und Finanzdirektion
- Gisbert Poensgen (1923–2011), Botschafter
- Paul Schmidt (1886–1967), Reichsgerichtsrat, Landgerichtsdirektor in Stuttgart
- Walter Schmidt (1892–1948/49), Präsident der Reichsbahndirektion Dresden
- Wolf Meinhard von Staa (1893–1969), Ministerialdirektor und Verleger
- Albert Stadler (1817–1890), Schweizer Oberstdivisionär
- Ernst Volkmann (1881–1959), Finanzsenator in Danzig
- Kurt Volkmann (1897–1958), Rechtsanwalt und Zauberer
- Ulrich Weiss (1901–1989), Richter am Bundesgerichtshof, Präsident des Bundespatentgerichts
- Franz Wieacker (1908–1994), Rechtshistoriker und Romanist, Träger des Pour le Mérite
- Alfred-Maurice de Zayas (* 1947), Völkerrechtler, Vorsitzender des P.E.N. der Romandie